# 京都府立農林専門学校 (旧制)
| 京都府立農林専門学校 （京都府立農専） | 京都府立農林専門学校 （京都府立農専） |
| ------------------------------------- | ------------------------------------- |
| 創立                                  | 1944年                                |
| 所在地                                | 京都府京都市左京区                    |
| 初代校長                              | 菊池秋雄                              |
| 廃止                                  | 1951年                                |
| 後身校                                | 西京大学 （現 京都府立大学）          |
| 同窓会                                | 京都府立大学同窓会                    |

京都府立農林専門学校 （きょうとふりつのうりんせんもんがっこう） は、1944年 （昭和19年） に設立された公立の旧制専門学校。創立時の名称は京都府立高等農林学校。
本項では、京都府立農林学校など前身諸校を含めて記述する。

## 概要
- 第二次世界大戦中に農産体制増強のために設立された高等農林学校の一つ。
- 本科 （修業年限3年） に農科、林科を設置 （のち農芸化学科を増設）。
- 京都府立高等農林学校として設立後まもなく京都府立農林専門学校と改称された[1]。
- 新制（京都府立）西京大学農学部 （現・京都府立大学生命環境学部） の前身である。
- 同窓会は 「京都府立大学同窓会」 と称し、旧制・新制合同の会である。

## 沿革

### 前史
- 1892年： 京都府農会 （1891年10月設立）、府会から農事講習所開設の了承を得る。
- 1892年12月： 府農会附設中央農事試験場を設立。
  - 京都府農業総合研究所、京都府立大学附属農場の源流。
- 1893年4月： 京都府農会、農事講習所を開設。
  - 巡回開講、1回につき半月～1ヶ月程度。

### 京都府簡易農学校時代
- 1895年4月： 京都府簡易農学校設置 （京都府令第40号）。
  - 簡易農学校規程 （文部省により1894年7月公布） に基づく。
  - 修業年限2年、入学資格： 満14歳以上、尋常小学校卒業以上。
  - 府農事講習所、京都府簡易農学校附属分教場となる。
- 1896年4月： 補習科 （1年制） を設置。
- 1896年9月： 葛野郡桂村に移転。
  - 府農会農事試験場も移転。

### 京都府農学校時代
- 1898年4月： 京都府農学校と改称 （京都府令第36号）。
  - 修業年限3年、入学資格： 満14歳以上、高等小学校卒業以上。
  - 研究科 （1年制） を設置。
- 1899年8月： 規則改正、研究科を専攻科に改組、予科を設置。
  - 実業学校令、農業学校規程に基づき甲種農学校となる。
  - 予科は修業年限1年、入学資格： 高等小学校第3学年修了程度。
- 1900年2月： 府農会農事試験場、京都府農事試験場と改称。
- 1901年3月： 附属分教場農事講習所、別科農事講習所となる。

### 京都府立農学校時代
- 1901年9月： 京都府立農学校と改称 （文部省告示第405号）。
- 1902年5月： 乙訓郡大枝村の官有林の払下げを受け、実習林とする。
- 1903年4月： 規則改正、予科を2年制とする。

本科第3学年を第1部 （農業）、第2部 （林業） に分け、補習科を設置。

### 京都府立農林学校時代
- 1904年4月： 京都府立農林学校と改称 （文部省告示第73号）。
- 1904年10月： 校友会を設立。
- 1907年3月： 予科・補習科を廃止。
- 1912年7月： 校友会を 「桂会」 と改称 （同窓会組織）。
- 1918年3月： 愛宕郡下鴨村 （現 京都府立大学キャンパス） に移転。
  - 京都府農事試験場も種芸部を除き移転。

### 京都府立京都農林学校時代
- 1923年4月： 京都府立京都農林学校と改称 （文部省告示第35号）。
- 1924年11月： 府立農林学校卒業者大会、専門学校への昇格を決議。
  - 昇格は20年後まで実現せず。
- 1928年5月： 本科第1部を農業科、第2部を農林科と改称。
- 1931年4月： 本科に園芸科を増設。
- 1932年4月： 農林科を廃止、第2部産業組合科 （修業年限1年） を設置[2]。
- 1934年4月： 農業科を農林科と改称。
- 1934年9月： 室戸台風で校舎倒壊。
- 1936年12月： 本館・体育館竣工。
- 1940年4月： 園芸科 5年制で新設。
- 1941年4月： 就業年限などを変更[3]
- 1943年3月： 第2部産業組合科を廃止（目的達成のため）。従来の第1部を第1種とし、第2種設置[4]。
  - 入学資格を国民学校初等科終了程度に改める[4]。

### 京都府立高等農林学校時代
- 1944年2月22日： 専門学校令により京都府立高等農林学校設置認可 （文部省告示第149号[5]）。1944年02月26日公布。
- 1944年4月1日： 開校。 
  - 京都府立京都農林学校からの昇格。修業年限3年、本科に農科、林科を設置。
  - 旧制中学校卒業者のほか、中学4年修了者も入学が認められた。

### 京都府立農林専門学校時代
- 1944年7月26日： 京都府立農林専門学校と改称[6] （文部省告示第811号）。
- 1948年4月： 本科に農芸化学科を設置。
- 1948年7月： 文部省に府立農専・府立女専を母体とする新制 「府立京都大学」 設置申請。
- 1949年2月11日： 文部省より新制府立大学設置認可。
  - ただし、名称が国立京都大学と紛らわしいため、3月8日に修正申請。
- 1949年4月： 新制京都府立西京大学 （文家政学部、農学部） 発足。
  - 府立農専は農学部の母体となった。
- 1950年5月： 京都府立農業試験場、亀岡へ移転のため、下鴨農場を西京大学に移管。
- 1951年3月： 旧制京都府立農林専門学校、廃止。

## 校地

### 前身諸校の時代
1895年の簡易農学校発足時は京都府愛宕郡大宮村 （現京都市北区大宮地区） の大徳寺の塔頭を借用し、翌1896年4月には分校を葛野郡川岡村字川島 （現京都市西京区川島 地区） の本派本願寺西山別院に開設し、本校は翌々月の6月に大徳寺から引き上げ、分校に合流すると、校舎が同9月に完成、葛野郡桂村にともども移した先は現阪急電鉄桂駅北約200mの地点、京都本線と嵐山線の分岐付近であった。1918年には愛宕郡下鴨村 （現京都市左京区下鴨） に転出し現在に至る。

### 京都府立高等農林学校、京都府立農林専門学校時代
前身の府立京都農林学校の下鴨校舎を引き継ぎ、廃止まで同地を使用した。後身の新制西京大学農学部は同地で発足し、1959年5月に京都府立大学と改称後も引き続き同地を使用し続ける。

### 設備
正門の門柱は1936年頃の設置当時から現存する。本館は1936年12月竣工、1979年に解体して建て替え工事が始まり、現在の本館・総合講義棟が跡地に1980年5月に建設された。

## 歴代校長

### 前身諸校（高等農林設立まで）
- 校長： 佐藤代吉（義長） （1895年4月–1903年3月、盛岡高等農林学校教授に転じた）
- 校長： 新荘三郎 （1903年3月–1905年3月）
- 校長： 鏡保之助 （1905年3月–1909年7月、千葉県立園芸専門学校校長に転じた）
- 校長： 三宅鏗吉 （1909年7月–1911年11月）
- 校長： 清水勝雄 （1911年11月–1912年4月）
- 校長： 山田登代太郎 （1912年4月–1919年10月）
- 校長： 石田彰 （1919年10月–1920年10月）
- 校長： 熊谷繁三郎 （1920年10月–1926年3月）
- 校長： 近山廣二 （1926年3月–1930年4月）
- 校長： 渡邉忠吾 （1930年5月–1936年3月）
- 校長： 満田正軌 （1936年4月–1942年10月）
- 校長： 戸田早苗 （1942年11月–）

### 京都府立高等農林学校、京都府立農林専門学校
- 初代校長： 菊池秋雄 （1944年4月[7]–1945年12月、京都帝国大学名誉教授）
- 第2代校長： 安部卓爾 （1945年12月–1951年3月）

## 著名な出身者
- 廣瀬忠彦 農林専門学校第2回卒 香川大学名誉教授
- 川島良治 農林専門学校第3回卒 京都大学名誉教授 石川県農業短期大学元学長
- 村上道夫 農林専門学校第3回卒 京都府立大学名誉教授
- 米村純一 農林専門学校第3回卒 東京農工大学名誉教授
- 井上宏 農林専門学校第4回卒 香川大学名誉教授
- 伊坂実人 農林専門学校第5回卒 福井県立大学名誉教授

## 関連書籍
- 「 京都農林学校生徒――写真版 」『日本農業雑誌』第5巻第6号、日本農業社、1909年。口絵。 DOI 10.11501/1551510。
- 京都府立大学百年誌編纂委員会（編）『京都府立大学百年誌』京都府立大学開学百周年記念事業会、1995年11月。
- 京都府立大学百年誌編纂委員会（編）『京都府立大学百年誌』京都府立大学開学百周年記念事
- 三好信浩「§第二節 代表的中等教育機関　§§九 京都府立京都農林学校」『日本農業教育発達史の研究』東京 : 風間書房、2012年。 73・87-88・105・169・362・396・430-436頁。